# 우에다역 (후쿠시마현)
우에다역(일본어: 植田駅, うえだえき)은 일본 후쿠시마현 이와키시에 있는 동일본 여객철도의 철도역이다.

## 역 구조
상대식 2면 2선 구조의 지상역이다. 스이카 및 제휴 교통카드의 사용이 가능하다.

### 승강장
| 1 | ■ 조반선 | 히타치 · 미토 방면   |
| 2 | ■ 조반선 | 이와키 · 히로노 방면 |

## 역세권 정보

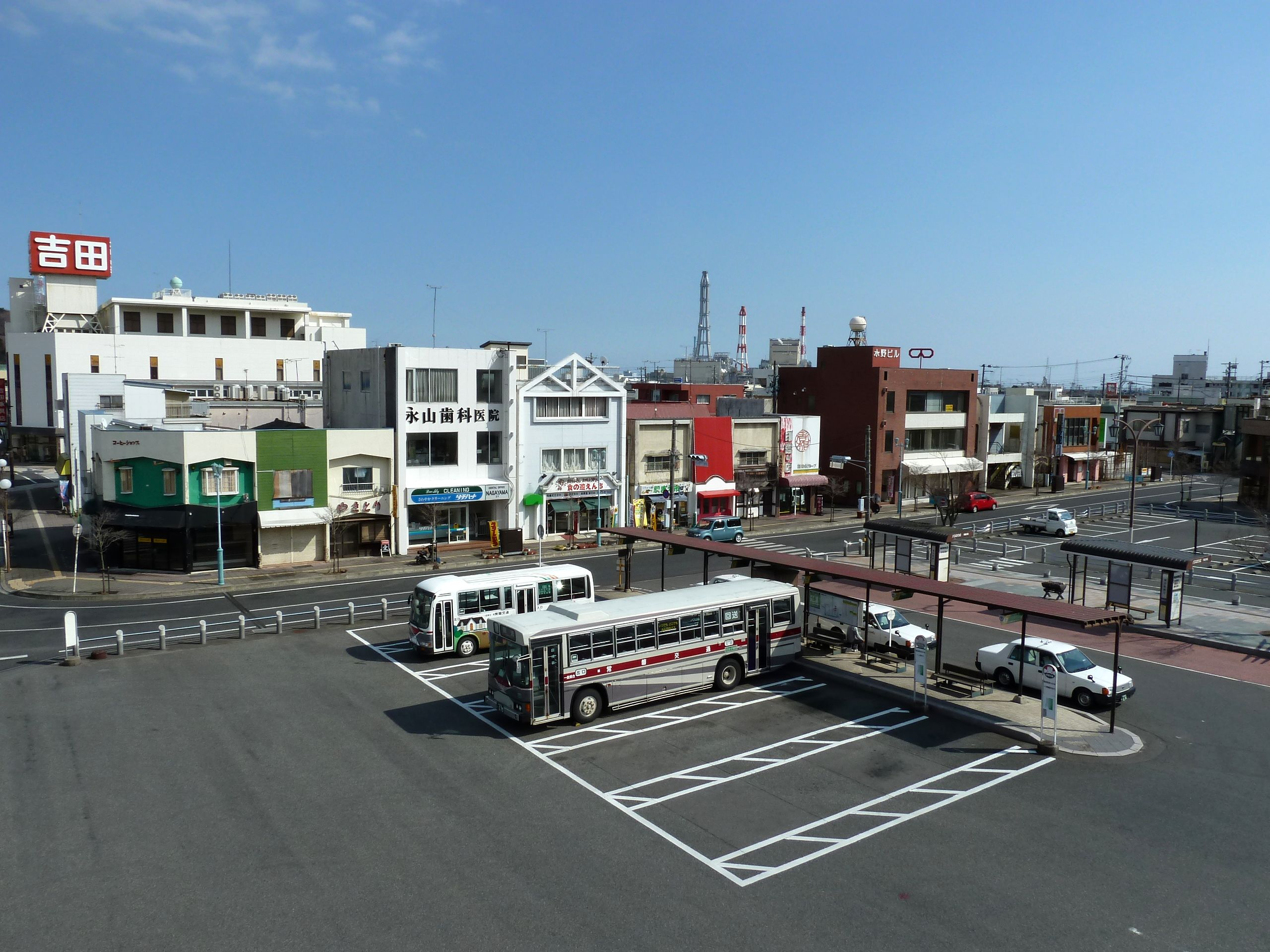
역 앞.

1966년에 주변 지역들과 함께 이와키시로 통합된 "나코소 시"의 옛 시가지에 있는 역이다. 나코소 시가 소유하고 있던 관공서들의 대부분은 이와키 시의 지소로 편입되어 그대로 쓰이고 있다.
- 이와키시청사 나코소 출장소
- 이와키 시립 나코소 도서관
- 이와키 남부경찰서
- 국도 제6호선 - 일명 "조반 바이패스"로 불린다.
- 조반 공동화력 나코소 발전소

## 역사
- 1897년 2월 25일 ― 닛폰 철도의 역으로 개업했다.
- 1906년 11월 1일 ― 국유화에 따라 일본국유철도의 소속이 되었다.
- 1987년 4월 1일 ― 민영화에 따라 동일본 여객철도의 소속이 되었다.

## 인접역
| 동일본 여객철도 조반선 | 동일본 여객철도 조반선 | 동일본 여객철도 조반선 |
| ---------------------- | ---------------------- | ---------------------- |
| 나코소 미토 방면       | ■ 조반선               | 이즈미 이와키 방면     |